# Mohammed Chahim
Mohammed Chahim, né le 18 avril 1985 à Fès, est un homme politique néerlandais, membre du Parti travailliste. Il est député européen depuis 2019.